# テディです! TEDDY DEATH
『テディです! TEDDY DEATH 』（原題はReady Teddy Death）は2004年のイギリスのビデオ映画。内容は人を殺すのではなく熊のぬいぐるみを次々にめちゃくちゃ（焼いたり、ギロチンで切断するなど）にするもの。
タイトル下にPG-12が表示されているが、これは日本のメーカーの自主規制の為である。PG-12は映倫の指定であり、ビデ倫や映像倫理協議会の審査区分は存在しない。